# Riocreuxia woodii
Riocreuxia woodii är en oleanderväxtart som beskrevs av Nicholas Edward Brown. Riocreuxia woodii ingår i släktet Riocreuxia och familjen oleanderväxter. Inga underarter finns listade i Catalogue of Life.